# Međuopćinska nogometna liga – Sjever – skupina Virovitica 1983./84.
Međuopćinska nogometna liga – Sjever – skupina Virovitica, također i kao Međuopćinska nogometna liga – skupina Virovitica; Međuopćinska nogometna liga Virovitica je bila liga petog stupnja nogometnog prvenstva Jugoslavije u sezoni 1983./84. 
 
Sudjelovalo je 10 klubova, a prvak je bio "Partizan" iz Suhopolja. 

## Ljestvica
| mj. | klub                    | ut. | pob. | ner. | por. | gol+ | gol- | bod |
| --- | ----------------------- | --- | ---- | ---- | ---- | ---- | ---- | --- |
| 1.  | Partizan Suhopolje      | 18  | 12   | 2    | 4    | 64   | 23   | 26  |
| 2.  | Drava Terezino Polje    | 18  | 10   | 4    | 4    | 53   | 31   | 24  |
| 3.  | Bratstvo Gornje Bazje   | 18  | 10   | 2    | 6    | 55   | 45   | 22  |
| 4.  | Crvena zvezda Obilićevo | 18  | 9    | 2    | 7    | 38   | 38   | 20  |
| 5.  | Proleter Lukač          | 18  | 6    | 5    | 7    | 38   | 47   | 17  |
| 6.  | Jedinstvo Gradina       | 18  | 7    | 3    | 8    | 31   | 50   | 17  |
| 7.  | Zvijezda Turanovac      | 18  | 6    | 4    | 8    | 39   | 40   | 16  |
| 8.  | Rezovac                 | 18  | 3    | 9    | 6    | 30   | 35   | 15  |
| 9.  | Borac Virovitica        | 18  | 6    | 3    | 9    | 33   | 42   | 15  |
| 10. | Podgorje                | 18  | 2    | 4    | 12   | 21   | 51   | 8   |

- Obilićevo, skraćeno za Novo Obilićevo – tadašnji naziv za Zvonimirovo

## Rezultatska križaljka
| kratica | klub                    | BOR | BRA | CRVZ | DRA | JED | PAR | POD | PRO | REZ | ZVI |
| --- | ----------------------- | --- | --- | ---- | --- | --- | --- | --- | --- | --- | --- |
| BOR | Borac Virovitica        |     |     |      |     |     |     |     |     |     |     |
| BRA | Bratstvo Gornje Bazje   |     |     |      |     |     |     |     |     |     |     |
| CRVZ | Crvena zvezda Obilićevo |     |     |      |     |     |     |     |     |     |     |
| DRA | Drava Terezino Polje    |     |     |      |     |     |     |     |     |     |     |
| JED | Jedinstvo Gradina       |     |     |      |     |     |     |     |     |     |     |
| PAR | Partizan Suhopolje      |     |     |      |     |     |     |     |     |     |     |
| POD | Podgorje                |     |     |      |     |     |     |     |     |     |     |
| PRO | Proleter Lukač          |     |     |      |     |     |     |     |     |     |     |
| REZ | Rezovac                 |     |     |      |     |     |     |     |     |     |     |
| ZVI | Zvijezda Turanovac      |     |     |      |     |     |     |     |     |     |     |
| |                         |     |     |      |     |     |     |     |     |     |     |
| podebljan rezultat - utakmice od 1. do 9. kola (1. utakmica između klubova) rezultat normalne debljine - utakmice od 10. do 18. kola (2. utakmica između klubova) rezultat nakošen - nije vidljiv redoslijed odigravanja međusobnih utakmica iz dostupnih izvora rezultat smanjen * - iz dostupnih izvora nije uočljiv domaćin susreta prekrižen rezultat - poništena ili brisana utakmica p - utakmica prekinuta 3:0 p.f. / 0:3 p.f. - rezultat 3:0 bez borbe n.i. - nije igrano |                         |     |     |      |     |     |     |     |     |     |     |

 Izvori: